# Rudamina (Alytus)
Rudamina is een plaats in de Litouwse gemeente Lazdijai, in het district Alytus. De plaats telt 296 inwoners (2001).